# إيدا غيرهارد
إيدا غيرهارد (بالهولندية: Ida Gerhardt)‏ هي مترجمة وكاتِبة وشاعرة هولندية، ولدت في 11 مايو 1905 في خوريكوم في هولندا، وتوفيت في 15 أغسطس 1997 في Warnsveld ‏ في هولندا.

## وصلات خارجية
- الموقع الرسمي